# Century Lotus Stadium
Century Lotus Stadium – wielofunkcyjny stadion w Foshan, w Chinach. Został wybudowany w latach 2004–2006. Projekt stadionu stworzyła firma GMP. Obiekt wyróżnia się membranowym zadaszeniem przypominającym swym kształtem kwiat lotosu. Pojemność areny wynosi 36 686 widzów. W ramach projektu wraz ze stadionem w jego pobliżu powstała również kryta pływalnia. Swoje spotkania na stadionie rozgrywają piłkarze klubu Guangdong Sunray Cave.